# Freqüències d'IMTS
Les  Freqüències de MTS/IMTS  llistades a continuació (en MHz) són les que es van utilitzar en el Sistema Americà de telefonia mòbil i en el IMTS. Aquestes freqüències encara es troben assignades per la FCC als Serveis de telefonia mòbil.
| Canal    | Freqüència Base | Freqüència Mòbil |
| -------- | --------------- | ---------------- |
| VHF Baix |                 |                  |
| ZO       | 35.26           | 43.26            |
| ZF       | 35.30           | 43.30            |
| ZH       | 35.34           | 43.34            |
| ZA       | 35.42           | 43.32            |
| ZY       | 34.46           | 43.46            |
| ZC       | 35.50           | 43.50            |
| ZB       | 35.54           | 43.54            |
| ZW       | 35.62           | 43.62            |
| ZL       | 35.66           | 43.66            |
| VHF Alt  |                 |                  |
| JL       | 152.51          | 157.77           |
| YL       | 152.54          | 157.80           |
| JP       | 152.57          | 157.83           |
| YP       | 152.60          | 157.86           |
| YJ       | 152.63          | 157.89           |
| YK       | 152.66          | 157.92           |
| JS       | 152.69          | 157.95           |
| YS       | 152.72          | 157.98           |
| JA       | 152.75          | 158.01           |
| JK       | 152.78          | 158.04           |
| JA       | 152.81          | 158.07           |
| UHF      |                 |                  |
| QC       | 454.375         | 459.375          |
| Qj       | 454.40          | 459.40           |
| QO       | 454.425         | 459.425          |
| QA       | 454.45          | 459.45           |
| QE       | 454.475         | 459.475          |
| QP       | 454.50          | 459.50           |
| QK       | 454.525         | 459.525          |
| QB       | 454.55          | 459.55           |
| QO       | 454.575         | 459.575          |
| QA       | 454.60          | 459.60           |
| QY       | 454.625         | 459.625          |
| QF       | 454.650         | 459.650          |